# سرقت ماشین‌ها
سرقت ماشین‌ها (به انگلیسی: Stealing Cars) فیلمی محصول سال ۲۰۱۵ و به کارگردانی برادلی جی. کاپلان است. در این فیلم بازیگرانی همچون اموری کوئن، مایک اپس، پال اسپارکس، فلیسیتی هافمن، ویلیام اچ میسی، آل کالدرون، هدر لیند، جان لگویزمائو، گریس ون پاتن و بلک ثوت ایفای نقش کرده‌اند.